# پیشانسور
پیشانسور (نام علمی: Peishansaurus philemys) نام یک گونه از شاخه طنابداران است.